# ガストアルバイター
ガストアルバイター（独: Gastarbeiter）は、国際移動をした出稼ぎ外国人労働者のことである。
原語を直訳すると「ゲスト労働者」となり、その国の国籍を持たない出稼ぎ労働者を意味するが、狭義には西ヨーロッパにおける外国人労働者を指す。

## 概要
ガストアルバイターという語はもともと、「お客として招待された労働者」という意味のドイツ語であり、ドイツにやってくる合法的な労働者・外国人労働者を指していた。この言葉は、ゲストワーカー（Guestworkers）という訳語を得て世界中に広まった。しかし今日では、後述の通り「ガストアルバイター」と「ゲストワーカー」とでは意味が異なっている。
ガストアルバイターは、20世紀後半の資本主義の台頭によるグローバル化の進展とECSCやEEC、EURATOMといったヨーロッパ統合の潮流の中で発展し、国際的な労働力商品化をもたらした。その時代の変遷の中で、ガストアルバイターはその受け入れ国と送り出し国の間で締結された募集協定により保護され、その取り決めの中で効率的・組織的に輸入される労働者となった。しかし、低賃金労働や不法入国などの問題が発生しており制度と現実の相違は大きく、様々な社会問題の原因ともなっている。
ヨーロッパの中でも最もガストアルバイターの受け入れが多いのがドイツやフランスで、送り出し国としてはトルコやイタリアが典型的である。

## 経済的影響
ガストアルバイターは国際的な経済活動を促進する一方で国際経済に与える悪影響も持つ。
受け入れ国における経済的影響
ガストアルバイターは低賃金で労働力を補う外国人労働者と考えられることが多いが、制度上では労働力として非常に尊重され差別はなされないことになっている。実際にドイツでは、同一労働同一賃金の原則が適用されるだけでなく、適切な住居や各種社会保険も保障されている。そのため、高度な技術を持つ労働者が好待遇を求めて大量に移入し、結果として受け入れ国内では熟練労働者が増加し、経済発展に繋がった。
送り出し国における経済的影響
送り出し国では反対のことが言えて、国内の熟練労働者がより良い労働環境を求めて西欧諸国に流出し、国内の経済発展が阻害されるおそれがあった。そのため、多くの国では労働力輸出に制限を設けて規制しようとした。実際には規制下でも労働力の流出は進行したが、逆にガストアルバイターらによる送金が国内の経済発展の原動力となることもあった。

## ゲストワーカーとの比較
狭義のガストアルバイターは西ヨーロッパの受け入れ国・送り出し国の間で締結された募集協定により保護された国際労働者であるが、この言葉から派生したゲストワーカーはアメリカにおいて異なる制度下での用語として発展した。その制度の代表と言えるのがブラセロ計画である。この制度のもとでは、労働者は在留期間が限定され、在留期間が終了すると強制的に帰国させられた。また、制度による労働者の保護が十分でなかったためにゲストワーカーは非常に安い賃金での労働を余儀なくされた。これらのことから、ゲストワーカーは「短期間雇った後帰国させることができる便利な労働者」という意味で用いられる語となった。

## ガストアルバイターがもたらす社会問題
ガストアルバイターは、制度によって守られ良好な環境で労働できるといった利点を持つ一方で、様々な社会問題の原因にもなっている。まず挙げられるのが不法入国者の増加である。ガストアルバイターは先述の通り国家間の取り決めに従い輸入される労働力であるが、その保護の水準や賃金の高さを目的に不法入国する者が増えている。しかし、これらの労働者は制度によって守られておらず、不法に安い賃金での労働を余儀なくされる場合もある。
また、ガストアルバイターは制度によって守られているとはいえ受け入れ国内の他の住民に比べて貧しい者が多く、収入の差異からセグリゲーションが発生していることも多い。セグリゲーションが起こると、低収入者の居住区画では犯罪率の増加や衛生環境の悪化などが引き起こされるおそれがあり、ガストアルバイターの生活が脅かされることになる。